# Петрищев, Василий Петрович
Васи́лий Петро́вич Петри́щев (18 октября 1923, пос. Талас — 14 октября 2018, Москва, Россия) — советский военнослужащий, участник Великой Отечественной войны, командир роты 960-го стрелкового полка 299-й стрелковой дивизии 53-й армии Степного фронта, старший лейтенант, Герой Советского Союза.

## Биография
Родился 18 октября 1923 года в крестьянской семье. Русский. Окончил среднюю школу.
В рядах Красной Армии с 1941 года. На фронтах Великой Отечественной войны с августа 1942 года после окончания Фрунзенского военного пехотного училища.
Участвовал в Сталинградской битве и в боях на Курской дуге, освобождал от фашистов Украину.
15 августа 1943 года 2-му батальону 960-го стрелкового полка 299-й стрелковой дивизии была поставлена задача овладеть опорным пунктом противника у посёлка Полевая Дергачёвского района Харьковской области (высота 201,7 северо-западнее Полевой). Комбат старший лейтенант Г. К. Статиенко лично возглавил атаку и был убит пулемётной очередью. Остатки батальона — 16 солдат и офицеров — ворвались на высоту и в рукопашной схватке выбили противника из траншей. Среди ворвавшихся на высоту старшим по званию и по должности оказался командир 4-й роты 960-го стрелкового полка старший лейтенант В. П. Петрищев. Впоследствии его «рота» называлась «сводной».
В. П. Петрищев лично подбил гранатами 2 вражеских танка. Группа под командованием Петрищева сумела отразить 3 атаки врага, организовав круговую оборону, а когда кончились боеприпасы, В. П. Петрищев вызвал огонь своей артиллерии на себя, не дав захватить позиции врагу.
К моменту подхода советских подкреплений высоту защищали последние пять человек: старший лейтенант В. П. Петрищев, командир взвода младший лейтенант В. В. Женченко, помкомвзвода старший сержант Г. П. Поликанов, пулемётчик В. Е. Бреусов и радист 958-го стрелкового полка ефрейтор И. М. Чехов. Первые четверо бойцов были удостоены за этот бой звания Героя Советского Союза (радист И. М. Чехов станет Героем Советского Союза позже, за форсирование Днепра).
Представляя Василия Петрищева к званию Героя, командир 299-й дивизии генерал-майор Н. Г. Травников упомянул в наградном листе и о случае трусости, который произошёл на высоте. Бойцы сами уничтожили тогда этого человека, и Травников считал этот факт не позором, а свидетельством здоровых морально-политических настроений воинов, оказавшихся в труднейшей ситуации.
Указом Президиума Верховного Совета СССР от 1 ноября 1943 года старшему лейтенанту Петрищеву Василию Петровичу присвоено звание Героя Советского Союза с вручением ордена Ленина и медали «Золотая Звезда» под номером 1325. Участник Парада Победы 24 июня 1945 года на Красной площади в Москве.
После войны В. П. Петрищев окончил Военную академию имени М. В. Фрунзе и продолжал службу в Советской Армии до 1974 года. Уволен в запас в звании полковник. Жил в Москве.
Скончался 14 октября 2018 года, похоронен на Троекуровском кладбище.

## Память
- Памятный знак «Высота Петрищева» вблизи посёлка Полевая, на котором выбито имя Героя.
- Мемориальная доска на здании школы в посёлке Полевая.